# Perdona si et dic amor
Perdona si et dic amor és una novel·la de l'escriptor Federico Moccia. La versió original italiana va aparèixer el 2007 editada per Rizzoli Editore amb el títol Scusa ma ti chiamo amore. D'aquesta novel·la s'ha inspirat una pel·lícula homònima, escrita i dirigida pel mateix Federico Moccia, que va sortir a les pantalles italianes el 25 de gener del 2008 protagonitzada per Raoul Bova.

## Argument
L'Allessandro (Alex) és un publicista de trenta-set anys, està passant un moment delicat degut ha que l'Elena, la seva companya, l'ha deixat mentre que la Niki, una estudiant de 17 anys, ha deixat el seu xicot, en Fabio, un "rapper" de caràcter violent. Entre la Niki i l'Alex no hi ha al principi una trobada ans una col·lisió. A Roma poc abans de les 8 del matí la Niki i l'Alex tenen un accident de trànsit, per sort sense conseqüències greus, la Niki però ha d'arribar a tot preu a l'hora a l'escola, després de lligar la seva motocicleta malmesa a un fanal fa que l'Alex, causant del cop, l'acompanyi, ell accepta gustosament, tot pensant que d'aquesta manera podrà alleugerir la seva responsabilitat davant de l'assegurança. Després d'aquest incident l'Alex, es veu immers en el món dels adolescents de la Niki, la qual l'atrau amb la impudícia i l'assertivitat pròpies de l'edat; les trobades es succeïxen: després d'unes situacions al principi còmiques, aquestes es tornen cada cop més romàntiques.
S'obre així un moment de platxeri feliç: l'Alex que acostuma a tenir cura dels deures i que sempre està present al despatx, es regala tardes senceres a voltar per Roma amb la seva nova amistat, per fer unes "fugides creatives". La Via del Corso, la platja de Fregene, algun restaurant i una plaça mig buida on l'Alex dona classes de conducció a la Niki constitueixen l'escenari en el qual llur amistat va creixent. La relació entre els dos es reforça dia rere dia i finalment neix una història tendra. Tanmateix les dificultats degudes a la diferència d'edat es fan sentir. La jove Niki no sap ben bé com explicar a les seves amigues les Ones (nom amb el qual s'auto anomenen la colla d'amigues, en italià les sigles dels noms de la colla Olly, Niki, Diletta i Erica formen l'acrònim "onde", traduït al català "ona") la seva relació amorosa amb un home que té vint anys més, i no gens més com presentar-lo als seus pares, mentre que ell no sap com podrà anar-se'n amb ella de vacances si és encara menor d'edat. Els amics de la seva edat consideren la relació amb la jove més una aventura que una parella estable. En l'aspecte laboral però, els problemes de l'Alex s'esvaneixen embriagat per la seva nova coneixença, "la noia dels gessamins" el fa sobrevolar les dificultats i les pesantors quotidianes, inclús arriba a ajudar-lo en donar-li unes idees per una publicitat en un moment molt crític per a ell. Per la seva banda la Niki no sap ni com "definir" l'Alex, el seu príncep blau, i al final resol aquest problema dient-li "Perdona si et dic amor", que dona el títol al llibre.
En un cert punt però, apareix l'antiga amiga de l'Alex, l'Elena que l'havia deixat després que ell li fes una proposta de matrimoni. Inesperadament n'Alex deixa la Niki sense cap motiu aparent, tot intentant de convèncer-se a si mateix que la diferència d'edats tanmateix hauria impossibilitat continuar la relació. La Niki es queda sola sense la seva "faula" i amb el cor fet miques. Passat els seus exàmens se'n va de vacances a Grècia acompanyada de les seves amigues, les Ones, que intenten consolar-la i distreure-la. Mentrestant l'Alex s'adona que tanmateix no estima l'Elena i que ha fet un error, més tard s'assabenta que a més a més havia estat víctima d'un engany per part de l'Elena. Així doncs la deixa per anar a cercar la Niki de nou. La novel·la acaba amb un encontre romàntic en un far, a on l'Alex s'havia anat en espera de la seva estimada. La Niki hi va, després de revelar la seva relació als seus pares, i tots dos poden finalment romandre junts. Passat un any ningú sap on són, algú diu que encara són al far màgic.